# 埃里克·雅施克

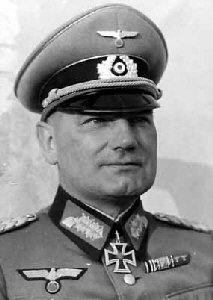
埃里克·雅施克

埃里克·雅施克（Erich Jaschke，1890年5月11日 - 1961年10月18日）是第二次世界大战期间纳粹德国国防军的一名将军，曾指挥第20步兵師。他曾获頒騎士鐵十字勳章。